# Cleidochasma oranense
Cleidochasma oranense är en mossdjursart som först beskrevs av Campbell Easter Waters 1918.  Cleidochasma oranense ingår i släktet Cleidochasma och familjen Cleidochasmatidae. Inga underarter finns listade i Catalogue of Life.